# 仲邑信也
仲邑 信也（なかむら しんや、1973年4月10日 - ）は、日本棋院東京本院に所属する囲碁棋士。九段、大阪府出身、山下順源七段門下。娘に囲碁棋士の仲邑菫三段。辰己茜三段は義妹。門下に、娘の菫と、大橋成哉七段、但馬慎吾六段、村松大樹六段。

## 経歴
1973年4月10日、大阪府に生まれる。アマチュア高段者の父からの指導も受け、2つ年上の兄についていく形で小学3年生のときに日本棋院関西総本部の院生となる。5年生のときに石井邦生九段から山下順源七段を紹介され弟子入り。高校には進学せず院生として研鑽を重ね、1991年4月、17歳で入段を果たす。
1996年、第21回新人王戦で決勝戦に進出するも、高尾紳路に0勝2敗で敗れ、初タイトル獲得を逃す。1998年の第13期NEC俊英囲碁トーナメント戦では、決勝戦で溝上知親に勝利し、自身初タイトルを獲得。
2006年には国内予選を制し、日本代表4名のうちの一人として富士通杯の出場権を獲得。2006年の年間成績は33勝8敗（勝率 .805）で、棋道賞勝率第1位賞を受賞した。
翌2007年4月の富士通杯では、1回戦は南米代表のアマチュア棋士（アマ六段）に勝利したものの、次戦は中国代表の周鶴洋に敗れ、2回戦敗退。同年には、第55期王座戦で本戦ベスト8まで進出（2回戦で蘇耀国に敗退）したほか、第46期十段戦でも本戦敗者復活戦で準決勝まで進出（準決勝で高尾紳路に敗退）。また、囲碁インストラクターとして活動していた、石井茜（現姓：辰己）の姉と結婚。
2008年4月、関西総本部から東京本院に移籍。2009年3月に長女の菫を授かり、2014年4月に再び関西総本部に移籍。2019年4月には菫が日本棋院史上最年少（10歳0か月）でプロ入り。2022年3月、菫の移籍（2021年1月、関西総本部から東京本院）に1年ほど遅れて、自身も東京本院に再度移籍。この間にも、2009年に第35期碁聖戦で本戦ベスト16、2014年に第40期天元戦で本戦ベスト16、2022年に第47期碁聖戦で本戦ベスト16など、七大棋戦でたびたび本戦進出・本戦勝利の結果を残している。

## 人物
- 他の棋士の棋譜に新しい手を見ると新鮮な感動を覚えるという。子供の頃は武宮正樹九段の三連星の碁が好きで、よく棋譜を並べていた[1]。
- 自身の棋風については「良く言えば厚み、悪く言えば甘い」と語っている[1]。
- 娘の菫には3歳のころから妻が囲碁を教えた。「子どもたちの囲碁環境が日本と全く違う。あれを見て、菫が世界を狙うには韓国で勉強させなければと思った」と語っており、妻の意見もあって日本と韓国を家族で行き来する形で菫に修行を積ませた[11]。

## 棋歴

### 獲得タイトル
- 1998年 第13期NEC俊英囲碁トーナメント戦

### 良績
- 1996年 第21期新人王戦 準優勝
- 2004年 第4回本因坊秀策杯（非公式戦） 準優勝
- 2007年 第20回世界囲碁選手権富士通杯 日本代表

### 受賞歴
- 1996年 松原賞
- 2006年 棋道賞勝率第1位賞（33勝8敗、勝率 .805）

### 昇段履歴
- 1991年 入段、同年二段
- 1992年 三段
- 1993年 四段
- 1994年 五段
- 1996年 六段
- 1998年 七段
- 2001年 八段
- 2012年 九段